# Turbo Vision
Turbo Vision — это объектно-ориентированная библиотека для разработки событийно-управляемых оконных программ, выполняющихся в текстовом видеорежиме дисплея и имитирующих GUI. Создана компанией Borland на основе идей, позаимствованных из библиотеки MacApp (Apple Computer). Turbo Vision была реализована как на языке Turbo Pascal, так и на C++. Borland включила Turbo Vision в свои продукты Turbo Pascal 6.0 (для Macintosh и DOS), Borland Pascal и Borland C++. Причём Turbo Vision была использована самой Borland для разработки IDE этих продуктов.
Turbo Vision включала в себя объекты для работы с коллекциями, потоками данных, ресурсами, панелями, меню, кнопками и радиокнопками, строками ввода, окнами, обработкой команд. Оконная система использовала событийный механизм, предлагала набор интерфейсных элементов, диалоговые окна, механизм сохранения пользовательских настроек.
В 1997 г. Borland открыла исходные тексты Turbo Vision на C++ на условиях общественного достояния. Версии же Turbo Vision из дистрибутивов Borland/Turbo Pascal никогда не выпускались под свободной лицензией, поэтому проект Free Pascal воссоздал свою собственную версию, Free Vision, путем обратного портирования в текстовый режим графического клона, созданного Леоном де Буром на основе свободной C++ версии.
Исходные тексты Pascal-версии Turbo Vision 1.0 поставлялись в комплекте с Turbo Pascal 6.0, а исходники Turbo Vision 2.0 включались в Borland Pascal 7.0 и Turbo Pascal 7.0. В комплекты поставок также входили многочисленные примеры использования библиотеки различного уровня сложности: файловый менеджер, текстовый редактор, шахматы.

## Основные возможности
- Поддержка работы GUI в текстовом режиме.
- Кроссплатформенность (если рассматривать все реализации).
- Диалоговые окна.
- Многократные перекрывающиеся окна с изменяемыми размерами.
- Стандартная обработка клавиш и нажатий мыши.
- Кнопки, полосы скроллинга, окна ввода, зависимые и независимые кнопки.
- Выпадающие меню.
- Поддержка мышки.
- Встроенная установка цвета.
- Реализация на базе ООП даёт возможность расширения через механизм «наследования».

В библиотеке активно используется указатели и динамические переменные, так как почти все экземпляры объектов Turbo Vision динамически распределяются в «куче».

## Недостатки
Основным недостатком Turbo Vision можно считать достаточно высокую (для целевой платформы) потребность в оперативной памяти. На типовом для времени выхода библиотеки компьютере с процессором 8086 c 1 Мб ОЗУ под управлением ОС DOS подключение к проекту Turbo Vision часто приводило к необходимости использования оверлейной структуры программы (динамической загрузки кода по частям во время исполнения). Во многом это связано с тем, что в открытой версии, поставлявшейся со средами программирования Borland, библиотеки были написаны с использованием средств ООП, что само по себе приводило к большому расходу оперативной памяти. При этом в самой Borland IDE, по утверждениям исследовавших код хакеров, использовался ассемблеро-оптимизированный вариант, гораздо более экономный по объёму кода и затратам памяти.
Оригинальный Turbo Vision страдал от отсутствия поддержки Unicode, что сильно ограничивало возможности интернационализации приложений. На октябрь 2020 существуют Unicode-версии для C++ и Free Pascal.

## Реализации сторонних разработчиков
| Название проекта                 | Активен | Последний релиз                            | Последнее обновление           | Поддержка Юникода   | Язык   | Графическая | Платформы                                                                    | Лицензия                                                                                  |
| -------------------------------- | ------- | ------------------------------------------ | ------------------------------ | ------------------- | ------ | ----------- | ---------------------------------------------------------------------------- | ----------------------------------------------------------------------------------------- |
| Turbo Vision (magiblot)          | Да      | Стабильных релизов нет (согласно GitHub)   | На май 2025 проект активен     | Да (UTF-8)          | C++    | Нет         | DOS, Linux, Windows                                                          | MIT                                                                                       |
| Free Vision                      | Да      | FPC 3.2.2                                  | На февраль 2025 проект активен | Да (с февраля 2022) | Pascal | Нет         | Большинство платформ, поддерживаемых FPC (протестировано на Linux и Windows) | LGPL с исключениями для связывания                                                        |
| TVision port to the GNU compiler | Нет     | 2.0.3                                      | 17 ноября 2016                 | Нет                 | C++    | Нет         | DOS, FreeBSD, Linux, QNX, Solaris и Win32                                    | GPL                                                                                       |
| Порт для Virtual Pascal          | Нет     | 2.1 Build 279                              | 13 мая 2004                    | Нет информации      | Pascal | Нет         | Windows, OS/2, Linux                                                         | Нет информации                                                                            |
| GraphVision                      | Нет     | 2.01                                       | 23 апреля 2001 (дата файла)    | Нет информации      | Pascal | Да          | DOS (графический режим)                                                      | Нет информации                                                                            |
| TVision (Sergio Sigala)          | Нет     | 0.8                                        | 10 августа 2001                | Нет                 | C++    | Нет         | Linux и FreeBSD                                                              | BSD-like                                                                                  |
| Порт для TMT Pascal              | Нет     | Не указан                                  | 18 августа 2000 (дата файла)   | Нет информации      | Pascal | Нет         | DOS (TMT Pascal)                                                             | Нет информации                                                                            |
| Graphics Vision (MKM Software)   | Нет     | 3.0 (DOS/DPMI/Windows), 2.10R2, 2.01 (DOS) | 9 февраля 1999 (версия 3.0)    | Нет информации      | Pascal | Да          | DOS, Windows, Linux (GV/FPC), DPMI                                           | Бесплатно для индивидуального использования, коммерческая лицензия, DOS-библиотеки - LGPL |
| Super Vision                     | Нет     | 2.2                                        | Неизвестно                     | Нет информации      | Pascal | Да          | DOS (SVGA)                                                                   | Нет информации                                                                            |

## Программы, использующие Turbo Vision
- DOS Navigator
- IBM HandShaker
- SETEDIT
- RHIDE
- OSPlus Text editor[18]
- TMBasic[19]
- NE (NO Edlin)[20]
- EditV[20]
- IDA (DOS version)
- turbo (text editor)[21]
- tvterm (terminal emulator)[21]